# 甘泉河
甘泉河，旧称干沟河，又名五谷水。是中国陕西省眉县境内发源自秦岭的一条渭河支流。
因其发源于太白山北麓的磨石谷、井索谷、万户谷、桐谷、骆谷，又名五谷水。其水由西南至东北渐次汇聚，流经高桥、曲兴、西凉阁、范家寨，于洪寺西合流，北流经眉县县城东侧于下河寨以北入渭。
该河流域面积44.6平方公里，流长16.7公里，多年平均径流量957万立方米。

## 名称由来
旧称干沟河，根据《凤翔府志》记载：“雨涝则泛，旱则竭，故名”。